# Christiane Kieburgová
Christiane Kieburg (prov. Bauer), (3. února 1956 Berlín, Německo) je bývalá reprezentantka Německa v judu.

## Sportovní kariéra
S judem začínala v 60. letech v klubu Nippon Berlín (Západní Berlín).

## Výsledky

### Váhové kategorie
| Mistrovství světa  |    |    |    |    |    | 3. |    | úč. |
| Mistrovství Evropy | 3. | 1. | 1. | 1. | 1. | 3. | 2. | 2.  |

### Bez rozdílu vah
| Turnaj             | 1975 | 1976 | 1977 | 1978 | 1979 | 1980 | 1981 | 1982 |
| Turnaj             | 19   | 20   | 21   | 22   | 23   | 24   | 25   | 26   |
| ------------------ | ---- | ---- | ---- | ---- | ---- | ---- | ---- | ---- |
| Mistrovství Evropy | 3.   | 3.   | 3.   | ?    | —    | —    | —    | —    |